# 东73之战
东距73之战（英語：Battle of 73 Easting），东73之战，是海湾战争期间，美军第2装甲骑兵团和伊拉克军两个旅进行的一场遭遇战。最终美军用极小的代价完全摧毁了伊军的这两个旅。
这里的“73”是多国联军在作战地图上绘制的南北线，用以在无参照物的沙漠上标记部队位置。该标记以千米为单位，数字每加一即向东推进了一千米。

## 背景

“左勾拳”部队行动图。第2装甲装甲骑兵团的标记是黑底绿色圆形。共和国卫队“依赖真主”师（Tawakalna）的在图中位于科威特西部边境。

1991年2月24日，多国联军开始了称为“沙漠军刀”的地面入侵行动。其中美国第7军没有直接冲向科威特，而是在伊拉克境内先向北再向东进行迂回，计划在科威特北部边境围歼伊拉克军队，这次在沙漠中的机动作战被称为“左勾拳”。其中第7军第2骑兵团的作战任务是作为前锋，侦察敌军位置并确认其部署，然后让后面的美国陆军第1步兵师来歼灭。在25日晚发布的计划中，第2骑兵团的前进极限被设为“东距60”，然后随着与伊军的接触，该极限被军团部改为“东距70”。
26日早上8点，第2装甲骑兵团达到“东距50”的区域。在遭遇了一场沙尘暴而导致延迟后，上午11点，该部向“东距60”前进。下午3点，美军第3装甲师也前进到了“东距50”，然而第1步兵师的行动却出现了延误。于是第2装甲骑兵团决定继续向东前进到“东距70”的位置，以保护大部队的右翼，即美军第3装甲师和英军第1装甲师之间的空当。
第2装甲骑兵团下辖3个装甲骑兵中队（第1，第2，第3），一个战斗飞行中队和一个支援中队，缺少后备坦克或机械化步兵营。他们面对的将是来自共和国卫队第3“依赖真主”机械化师和陆军第12装甲师的两个旅，每个旅有2,500至3,000人。伊拉克军队设置了防御阵地，还准备了备用阵地。
第2装甲骑兵团参加了东距73之战的单位主要有：
- 第2中队：E连 (Eagle Troop)，G连 (Ghost Troop)
- 第3中队：I连 (Iron Troop)，K连 (Killer Troop)

每个连大约有120名士兵、12-13辆M3布拉德利战车和9辆M1艾布拉姆斯坦克。

## 战斗经过
第2装甲骑兵团从“东距60”出发向东推进。下午3点45分，E连接近了“东距70”的位置。下午4点10分，E连遭遇了位于“东距68”的一组建筑内的伊军ZU-23-2火力，美军随后以M1艾布拉姆斯和M3布拉德利还击，压制了火力点并俘虏了对方。:443下午4点20分左右，E连开上了一座位于“东距70”的低矮沙丘，他们被眼前伊军设置好的防御震惊了。一个伊军坦克连设置在了这个沙丘反斜面上，并且没有被事先侦察到。E连立刻冲向了这个防御阵地，连长麦克马斯特开火摧毁了第一辆坦克。紧接着，E连的9辆M1艾布拉姆斯在23分钟内共摧毁了28辆伊拉克坦克、16辆运兵车和30辆卡车，而自身没有任何损失。
此时，麦克马斯特观察到了东面3千米处的伊军T-72坦克，他率领E连继续前进攻击。通过了伊军步兵防御阵地一直到到“东距74”的高地，在那里他遭遇了18辆伊军T-72。这一支伊军分队防御坚决并试图包抄E连。但由于恶劣的天气和美军更好的装备和训练，他们还是被击败。
在击败了这支伊军部队后，连长麦克马斯特派出两辆M3布拉德利向北去联系G连。这两辆布拉德利意外遭遇了13辆T-72组成的伊拉克坦克阵地。这型布拉德利只装备有25毫米机炮和两枚陶式导弹，他们还不得不在直面敌人时重装载陶式导弹。尽管如此，这两辆布拉德利还在是增援赶到前击毁了5辆坦克。 
几分钟后，其他几只分队，包括I连、K连和G连，也加入了战斗。I连行进到“东距67”，遭到了来自之前攻击E连的同一组建筑物的火力。I连压制了火力并继续向“东距70”前行。在E连先前摧毁的坦克阵地的南边，I连也遭遇了由16辆坦克组成的阵地。在K连的协助下，他们摧毁了这个阵地的所有坦克。之后，I连观察到又一队伊军坦克朝他们袭来。美军以坦克火炮和陶式导弹进行了攻击，期间K连的一枚陶式导弹误击了I连的一辆M3，造成3名车组成员受伤。:444在返回“东距70”的位置路上，I连发现了伊军一个营指挥所并摧毁了它。
16点40分，G连占据了E连以北的一个山脊上，该位置可以俯瞰“东距73”处一条南北向的干河床。作为该团最北端的单位，G连确保了侧翼的安全，直到第3装甲师抵达并接手阵地。刚开始时，G连向防御中的伊拉克第18旅发起进攻，然而他们很快遭遇了第18旅和12装甲师下属单位的联合反击。同时，先前其他部队交战地区的坦克正沿着干河床向北撤退，导致他们进入了G连的防区。
下午6点30分起，数波伊军T-55和T-72驶入了干河谷并冲向G连，战斗变得异常激烈。美军不得不动用大规模的炮击和密接空中支援才能挡住攻势。第二装甲骑兵团下的一个情报排甚至也投入了战斗。H连被派去紧急支援G连。当他们到达时，G连已经摧毁了至少两个伊军装甲连。
G连的战斗中，一辆M3布拉德利的陶式发射器失效并且25mm机炮卡死，其车组成员尝试修理。此处，一辆被认为已经打废的BMP-1对其开火，布拉德利车组一死两伤。:446
零星的交火持续了整个晚上，但在晚上10点之后就没有了大规模交战。
26日当天，团部的报告显示，总共打出了1,382发155毫米榴弹炮弹和147枚火箭弹。当晚接下来的时间，第1步兵师开始通过第2装甲骑兵团驻守的“东距70防区”继续向东推进，在这之后，第2装甲骑兵团转成第7军的预备部队。

## 结果
美国第2装甲骑兵团的第2和第3中队在“东距73”的战斗中一举摧毁了伊军两个旅，分别来自伊拉克共和国卫队第3“依赖真主”机械化师和陆军第12装甲师。单是第2中队就的战果就有：伊拉克55辆坦克被毁，45辆其他装甲车被毁，同等数量的卡车被毁，数百名伊拉克士兵阵亡，865名伊拉克士兵被俘。 第2装甲骑兵团共俘虏了2,000人，摧毁了159辆坦克和260辆其他车辆。该团的损失包括6人阵亡，19人受伤。